# Скваерс, Стив
Сти́вен Сква́йерс (англ. Steven W. Squyres; 9 января 1957, Венона, Нью-Джерси) — американский геолог и астроном, профессор Корнеллского университета в Итаке, штат Нью-Йорк. Его областью исследований является планетология, с акцентом на большие твёрдые тела в Солнечной системе, такие как планеты земной группы и спутники планет-гигантов. Скваерс является ведущим исследователем проекта NASA Mars Exploration Rovers (MER). В 2004 году учёный был награждён премией Карла Сагана и в 2009 году медалью Карла Сагана за передовой опыт в планетологии. 28 октября 2010 года Скваерс получил медаль за достижения в качестве исследователя и профессора. Его брат — номинировавшийся на Оскара киномонтажник Тим Скваерс.

## Биография и образование
Стивен Скваерс родился 9 января 1957 года и вырос в городе Венона (Нью-Джерси).
Скваерс учился в региональной школе Гейтвэй в Вудберри Хейтс, Нью-Джерси.
В 1978 году в Корнеллском университете получил степень бакалавра в области геологии и докторскую степень в астрономии (планетология) от того же института в 1981 году, когда он тесно работал с Карлом Саганом.
Затем Скваерс провёл пять лет в качестве учёного-исследователя в исследовательском центре Эймса и вернулся в Корнеллский университет сотрудником факультета. В 1987 году он получил премию Гарольда Юри от планетарного подразделения Американского астрономического общества. В 2007 году получил Медаль Бенджамина Франклина в номинации «Земля и окружающая среда». Также учёный является членом студенченского сообществ Тау Каппа Эпсилон.
В честь него назван астероид (10044) Скваерс.

## Карьера
Стивен Скваерс принимал участие во многих исследовательских миссиях НАСА. С 1978 по 1981 год он работал в рамках программы Вояджер с аппаратами, запущенными к Юпитеру и Сатурну, принимал участие в анализе изображений. Он последовательно работал исследователем радарных данных в миссии Магеллан к Венере и в миссии NEAR Shoemaker. Вместе со своей работой главного исследователя Mars Exploration Rover он также работал исследователем в миссиях Марс-экспресс 2003 года Марсианский разведывательный спутник 2006 года, был членом исследовательской команды гамма-спектрометра миссии Марс Одиссей и членом команды исследования фотоснимков миссии Кассини-Гюйгенс к Сатурну. В последнее время Скваерс занимал должность председателя консультативного комитета НАСА по изучению космического пространства в качестве члена консультативного совета. В ноябре 2011 года глава НАСА Чарльз Болден назначил Скваерса председателем консультативного совета, где он сменил на этом посту доктора Кеннета Форда, основателя и директора Флоридского института по изучению человеческого и машинного мышления.
9 января 2004 года телеканал ABC News показал Скваерса в качестве человека недели в мировых новостях и ведущий Питер Дженнингс сказал, что он «возбудил всех нас». Также Журнал Wired вручил Скваерсу научную премию за надзор над созданием Спирита и Оппортьюнити, проработавших в 13 раз дольше, чем ожидалось (1174 вместо 90 марсианских дней).
Скваерс написал книгу «Roving Mars: Spirit, Opportunity, and the Exploration of the Red Planet», изданную в августе 2005 (ISBN 1-4013-0149-5), и 7 июня 2006 снялся в эпизоде The Colbert Report на дискуссии с ним о Марсе и программе Mars Exploration Rover. По книге студией Дисней был снят документальный IMAX фильм «Катание по Марсу».
В воскресном выпуске 6 апреля 2011 года Скваерс давал интервью телепередаче 60 минут: «Следующий гигантский скачок человечества — 60-минутный репортаж о планах НАСА по возвращению людей на Луну и подготовка к пилотируемому полёту на Марс».
Портрет Скваерса работы Сьюзен Гэмбл и Майкла Вейнона в период с 20 августа по 10 июля 2010 года демонстрировался на выставке «Американцы сегодня» в Национальной портретной галерее США.
19 сентября 2011 года НАСА сообщило, что Скваерс будет акванавтом на борту подводной лаборатории Аквариус в рамках подводной исследовательской миссии NEEMO-15 в период с 17 по 30 октября 2011 года.
Задержанная из-за шторма и высоких волн миссия началась 20 октября 2011 года.
Во второй половине дня 21 октября Скваерс и члены его экипажа официально стали акванавтами, проведя 24 часа под водой. NEEMO 15 закончилась раньше расчётного времени, 26 октября, из-за приближения урагана Рина. После миссии Скваерс прокомментировал в интервью: «Я хотел бы продолжать участие в NEEMO… в любом качестве. И я счастлив вернуться в качестве поддерживающих дайверов. Я думаю, что то, что они делают, — это здорово, и я горд быть частью этого».
В интервью Скваерс сообщил, что не является главным учёным-исследователем марсианской научной лаборатории Curiosity, запущенной в 2011 году, так как не хотел быть вдали от своей семьи в течение длительного периода времени, как это было во время миссии Mars Exploration Rover.
В 2012 году Скваерс участвовал в аналогичной подводной миссии: NEEMO 16.

## Сочинения
Steven W. Squyres. Roving Mars: Spirit, Opportunity, and the Exploration of the Red Planet (англ.). — New York: Hyperion, 2005. — ISBN 1-4013-0149-5.